# Laura Chimenti
Laura Chimenti (Roma, 25 febbraio 1976) è una giornalista italiana.
È una conduttrice dell'edizione delle ore 20:00, e in passato delle ore 13:30, del TG1, telegiornale della prima rete Rai, dopo esserne stata per diversi anni redattrice e inviata della redazione economica.

## Biografia
Muove i primi passi nell'agenzia giornalistica Asca, nella testata mediatica Notizia +. In RAI approda invece nel 1995 come realizzatrice e conduttrice di una rubrica, Style, che si occupava di moda, tendenze, viaggi e lifestyle.
Prima di approdare alla redazione economica del TG1, già dal 2000 al 2017 e dal 2019, anno in cui divenne giornalista professionista, faceva parte della redazione mattina del TG1.
È stata chiamata a ricoprire il ruolo di conduttrice di prima serata dopo che Maria Luisa Busi, volto di punta del TG1, ha lasciato la conduzione per contrasti con la direzione di Augusto Minzolini.
Nel 2013 ha condotto su Rai 1 il Premio Biagio Agnes con Gerardo Greco ed il Premio Strega con Antonio Caprarica.
Nel 2017 la Gazzetta di Parma la dichiara una delle nove telegiornaliste italiane che bucano lo schermo della televisione, con Elena Guarnieri, Helga Cossu e altre colleghe.
Nel febbraio 2020 è tra le co-conduttrici del Festival di Sanremo.

### Vita privata
Sposata con l'uomo d'affari Claudio Briganti, ha tre figlie. Si professa cattolica.

## Televisione
- Style (Rai 1, 1995-1996)
- TG1 (Rai 1, dal 2010)
- Premio Biagio Agnes (Rai 1, 2013-2014)
- Premio Strega (Rai 1, 2013)
- Techetechete' (Rai 1, 2015) Puntata 17
- I nostri angeli - Premio Luchetta (Rai 1, 2016)
- Premio Cimitile (Canale Italia e televisioni locali, 2019)
- Festival di Sanremo (Rai 1, 2020)
- Premio Marisa Bellisario (Rai 1, 2020-2022)
- D. Time - Il tempo di Lady D. (Rai 1, 2021)
- Premio Louis Braille (Rai 1, 2021)
- Nella memoria di Giovanni Paolo II (Rai 1, 2022)
- TG1 Mattina Estate (Rai 1, 2024)
- Onore al merito (Rai 3, 2025)

## Premi e riconoscimenti
- 2025 - Premio internazionale Mozia (premio giornalismo televisivo)[9]